# 柳津町立佐波小学校
柳津町立佐波小学校（やないづちょうりつ さばしょうがっこう）は、かつて岐阜県羽島郡柳津町（現・岐阜市）に存在した公立小学校。

## 概要
- 旧・羽島郡柳津町西部（旧・羽島郡佐波村）が校区であった。1960年に柳津小学校と統合し、柳津小学校の新設により廃校。
- 跡地は2020年現在、佐波保育所になっている。佐波小学校当時の校門の門柱が残っている。

## 沿革
- 1873年（明治6年） -
  - 厚見郡佐波村中佐波に寄命義校が開校。等光寺[注釈 2]を仮校舎とする。
  - 厚見郡佐波村下佐波に尚友義校が開校。観音寺[注釈 3]を仮校舎とする。
  - 厚見郡高桑村に高鑑義校が開校。善覚寺[注釈 4]を仮校舎とする。
- 1874年（明治7年） - 寄命義校と尚友義校とが合併し、佐波学校となる。
- 1876年（明治9年)9月8日 - 佐波学校の校舎が現在地に完成し、移転する。
- 1891年（明治24年)10月28日 - 濃尾地震で校舎が倒壊する。
- 1897年（明治30年）4月1日 -
  - 厚見郡、各務郡、方県郡の一部が合併して稲葉郡となる。
  - 佐波村と高桑村が合併し、佐波村が発足。
  - 佐波尋常小学校に高桑尋常小学校が統合される。高桑分教場を設置[注釈 5]。
- 1904年（明治37年） - 原富太郎らの寄付金により、新校舎（木造2階建）が完成する。
- 1941年（昭和16年）4月1日 - 佐波国民学校に改称する。
- 1947年（昭和22年）4月1日 - 佐波村立佐波小学校に改称する。校舎の一部が南部中学校本校となる。
- 1951年（昭和26年） - 南部中学校が新築移転。併設の南部中学校本校を廃止。
- 1956年（昭和31年）9月26日 - 稲葉郡佐波村と羽島郡柳津村が合併し、羽島郡柳津町となる。同時に柳津町立佐波小学校に改称する。
- 1960年（昭和35年）9月 - 統合により廃校。